# Keizersmantel
De keizersmantel (Argynnis paphia) is een vlinder uit de familie Nymphalidae (vossen, parelmoervlinders en weerschijnvlinders).

## Kenmerken

### kort
De keizersmantel is een grote en opvallende vlinder met een vleugellengte van 27 tot 35 mm. Aan de enterhaakvormige vlekken op bovenkant van de vleugels kan men de mannetjes herkennen. De onderkant van de achtervleugel is groenig met zilverkleurige strepen.

### Lang
Een vrij grote (spanwijdte 53 – 65 mm) en krachtige vlinder, de bovenzijde is oranje met zwarte vlekken en strepen, wat typerend is voor de parelmoervlinders. Het vrouwtje heeft meestal een groenachtige tint. Het lichaam is behoorlijk krachtig met korte, gouden haren, het hoofd is groot met grote facetogen, de roltong is goed ontwikkeld, de labiale palpen zijn relatief lang, puntig naar het uiteinde, naar voren en naar boven. De antennes zijn ongeveer half zo lang als de voorvleugels, met een gemarkeerde antenneknots, geel getipt. De voorvleugel is afgerond driehoekig, oranje met zwarte vlekken. Bij het mannetje zijn de vlekken in het midden van de vleugel samengegroeid tot lengtestrepen. De onderkant van de voorvleugel is vergelijkbaar met de bovenkant, maar de grondkleur is iets bleker, de donkere vlekken kleiner en die het dichtst bij de vleugelpunt zijn groen. De achtervleugel is breed en rond, met een golvende buitenrand. De onderkant van de achtervleugel is groen met diffuse, zilverachtige dwarsbanden, zonder zilverachtige vlekken. Dit is hoe het verschilt van alle andere Noorse parelmoeren vleugels. Het ei is geelachtig, kegelvormig met een afgeknotte top, met 25 longitudinale ribben. De larve  (rups) is cilindrisch, bruin, bekleed met lange, vertakte, heldere doornen. De twee leidende stekels zijn lang en naar voren gericht en lijken op sensorische hoorns. De pop is grijsbruin met een zwartbruin net patroon.

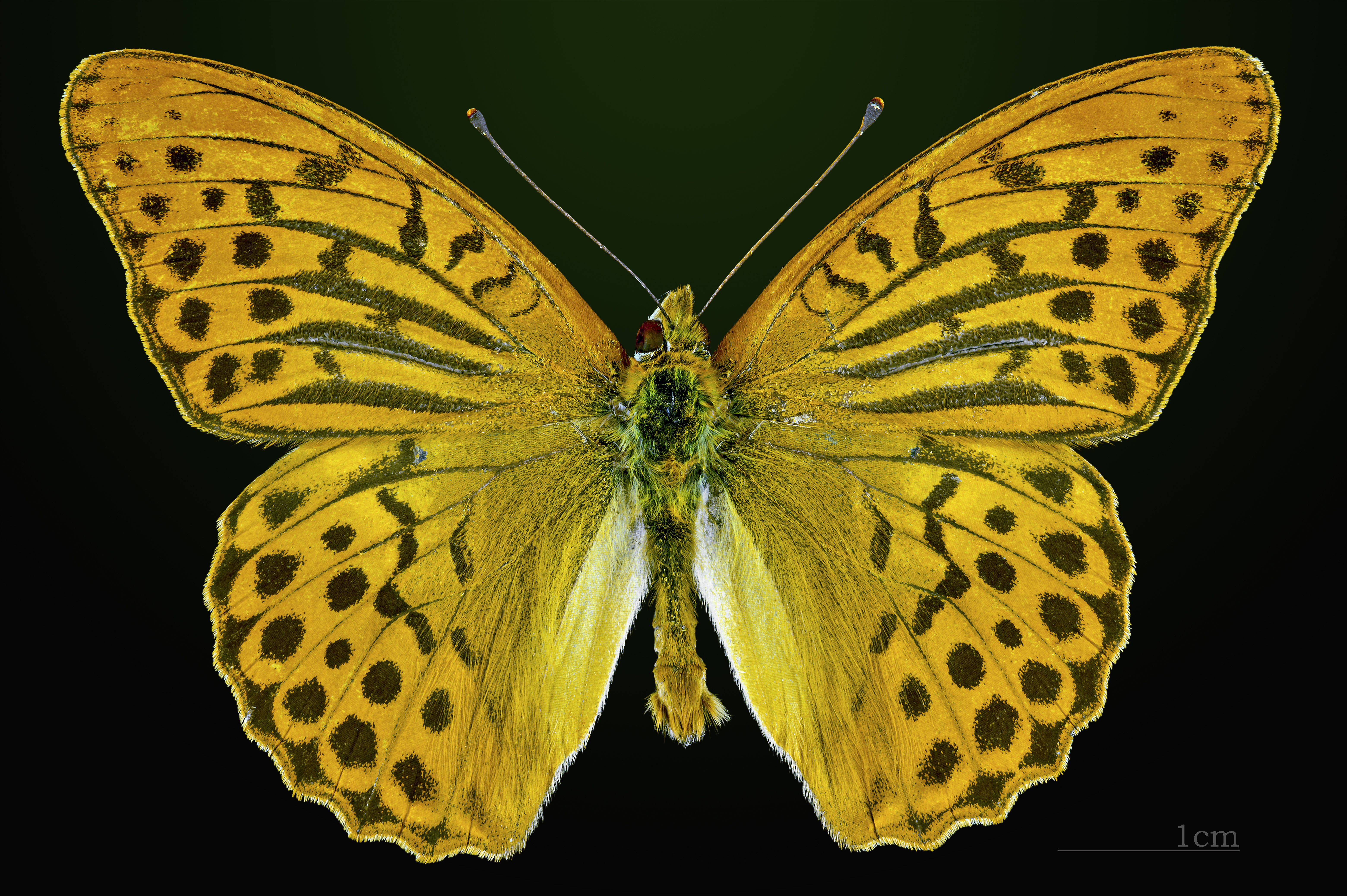
♂
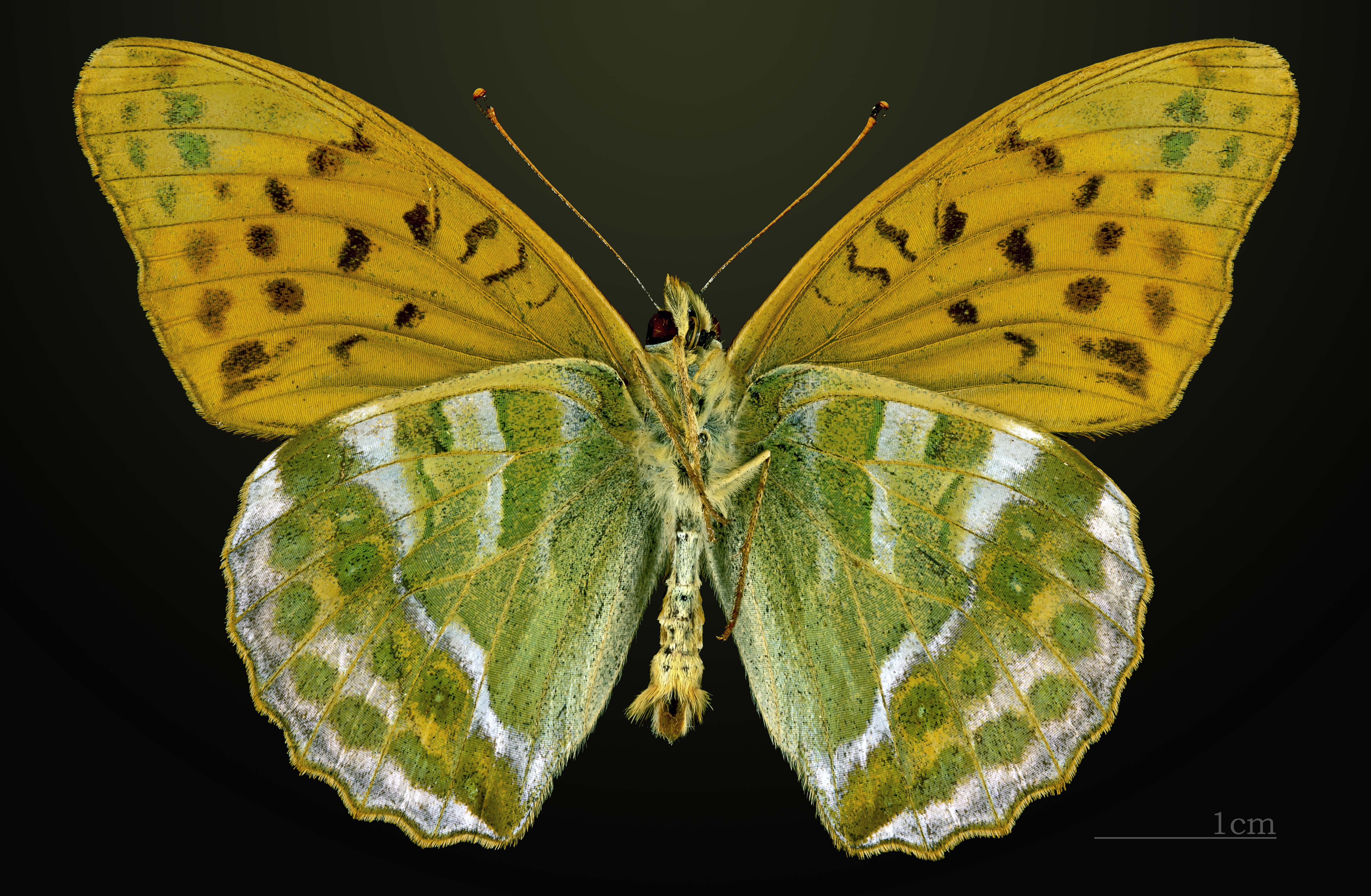
♂
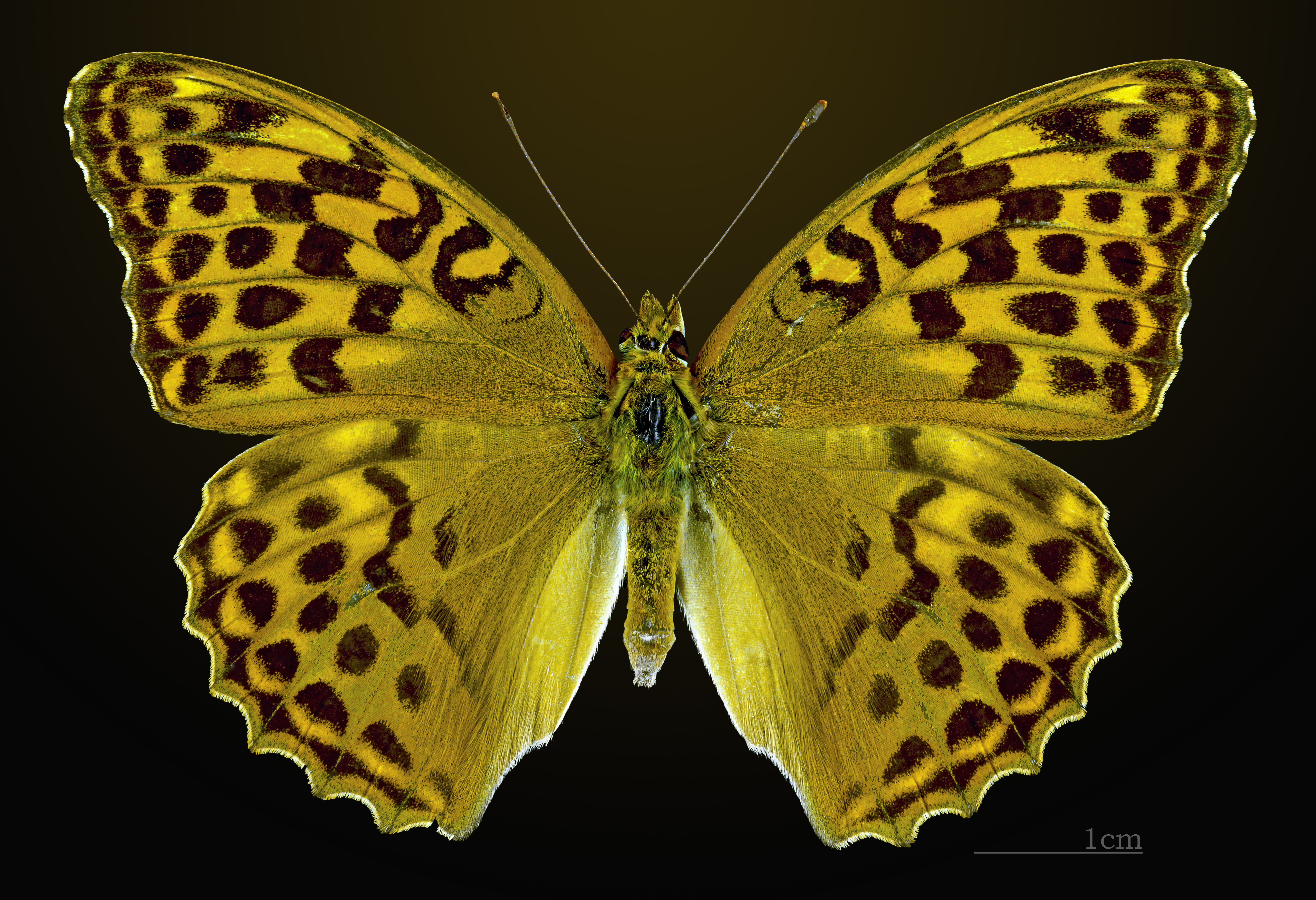
♀
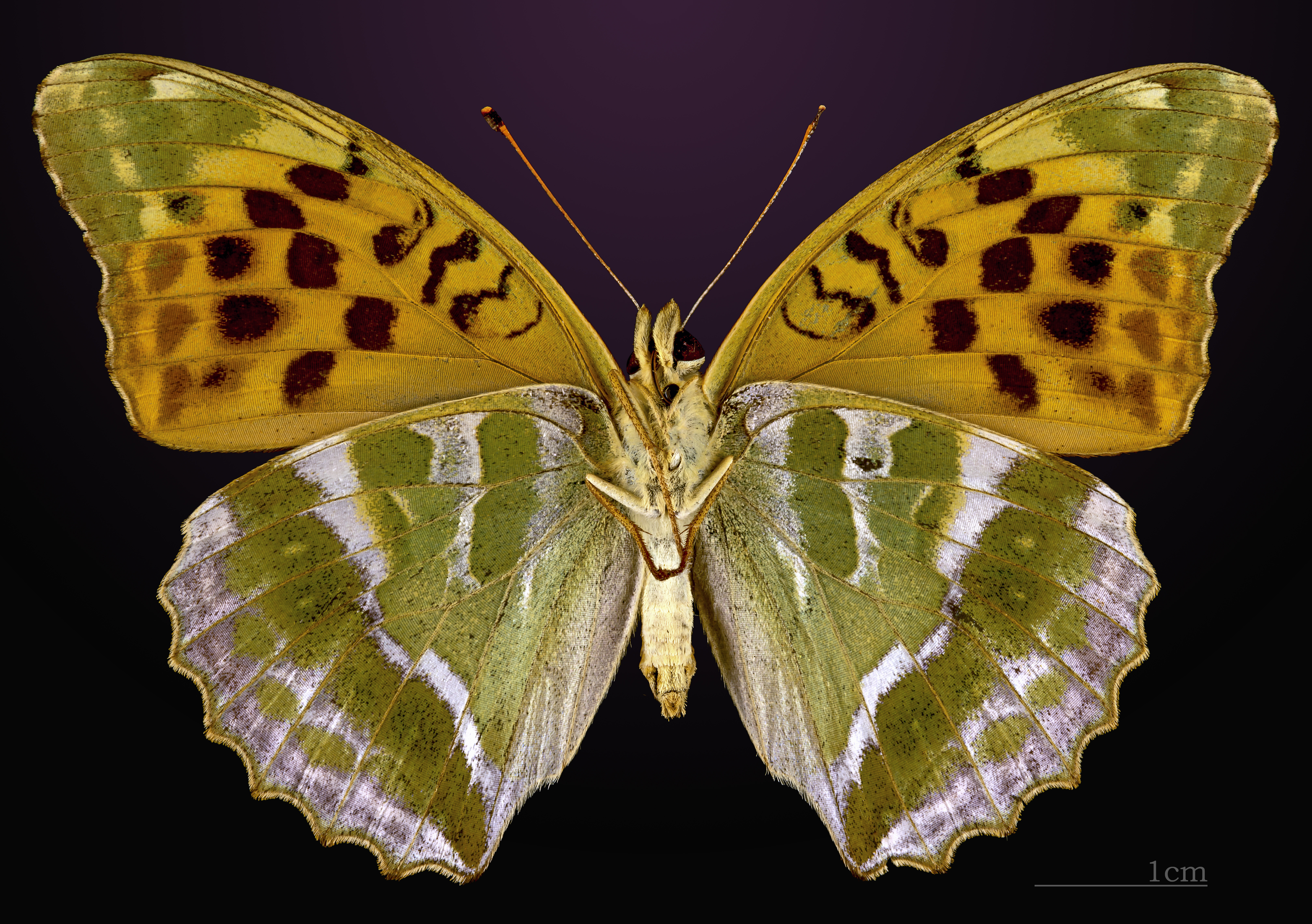
♀

## Leefwijze

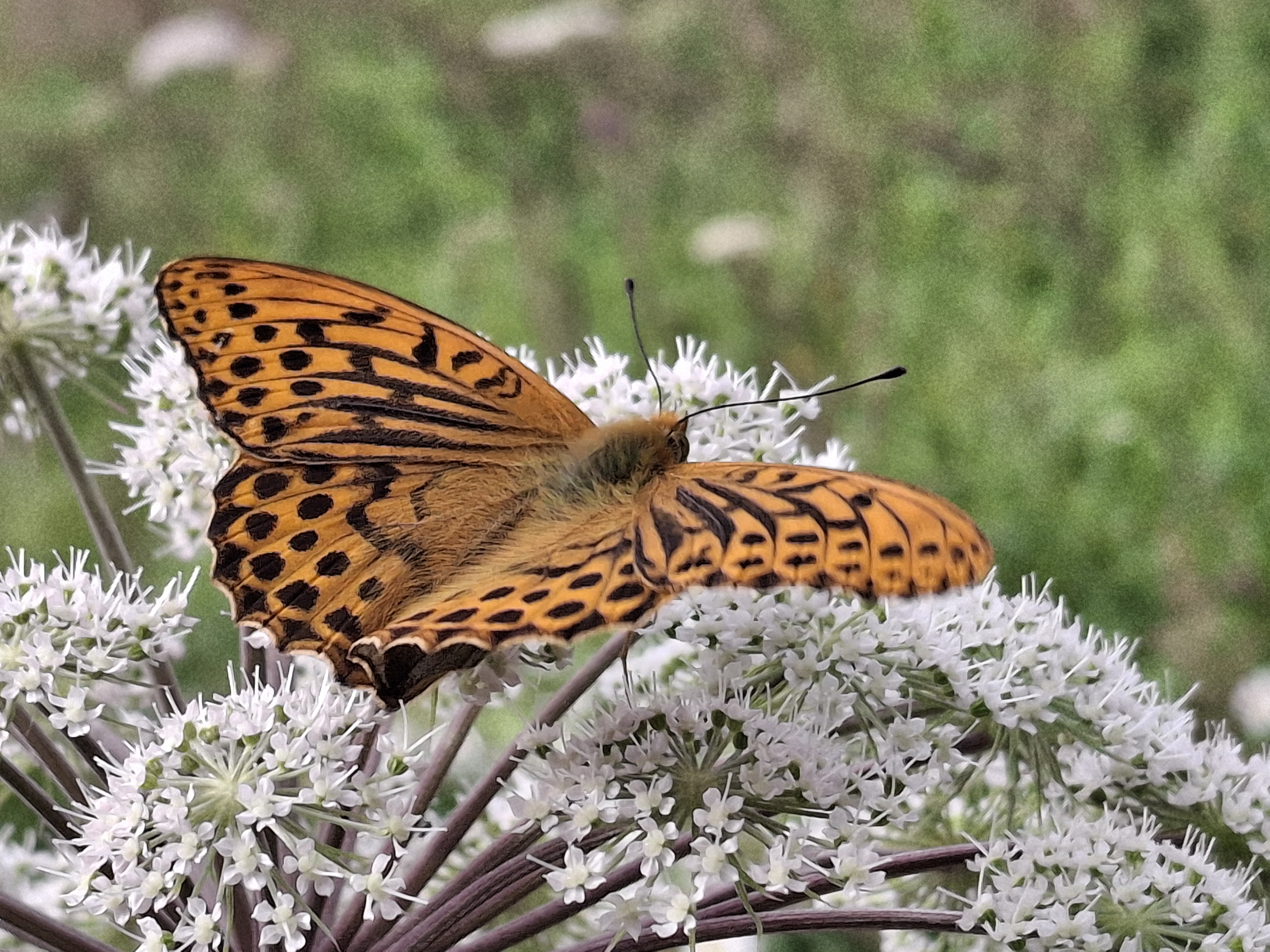
Mannelijke keizersmantel op engelwortel in Zweeds grasland tussen gemengde bossen.

De larven leven op verschillende soorten viooltjes (Viola spp.). Het vrouwtje legt de eieren niet op de waardplanten, maar op boomstammen in schorsscheuren, en de pas uitgekomen larven moeten zelf hun weg van de boom naar de viooltjes op de grond vinden. De volwassen vlinders vliegen in juli – augustus, meestal in bosranden en in cultuurlandschappen met een mozaïek van bos en open gebieden. Ze vermijden volledig open, aan de wind blootgestelde gebieden. Geschikte locaties moeten voldoende bloemen hebben waar de vlinders nectar kunnen zuigen, vooral distels, wilde marjolein en blauwe knoop zijn nuttig. De rups komt in de herfst uit, maar het enige dat hij eet voordat hij zich klaarmaakt voor de winterslaap is de eierschaal. Dan draait hij in een schede waar hij overwintert, en het volgende voorjaar kruipt hij eruit op zoek naar viooltjes.

## Verspreiding en leefgebied
De vlinder komt in vrijwel heel Europa voor en leeft in gemengde en naaldbossen. De vliegtijd is van mei tot en met september, rupsen kunnen worden aangetroffen vanaf de tweede helft van augustus tot de eerste week van juni. Deze vlinder staat in Nederland sinds 2019 niet meer op de Rode lijst als verdwenen of  bedreigd, 
omdat ze de laatste jaren in steeds groter aantallen wordt waargenomen. 
Inmiddels is succesvolle voortplanting van de Keizersmantel vastgesteld in de Amsterdamse Waterleidingduinen en een gebied in Gelderland.

## Waardplanten
De rupsen van de keizersmantel voeden zich met het ruig viooltje (Viola hirta) of andere soorten viooltjes.

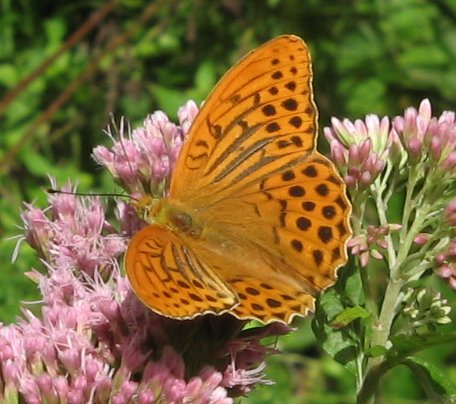
Mannetje
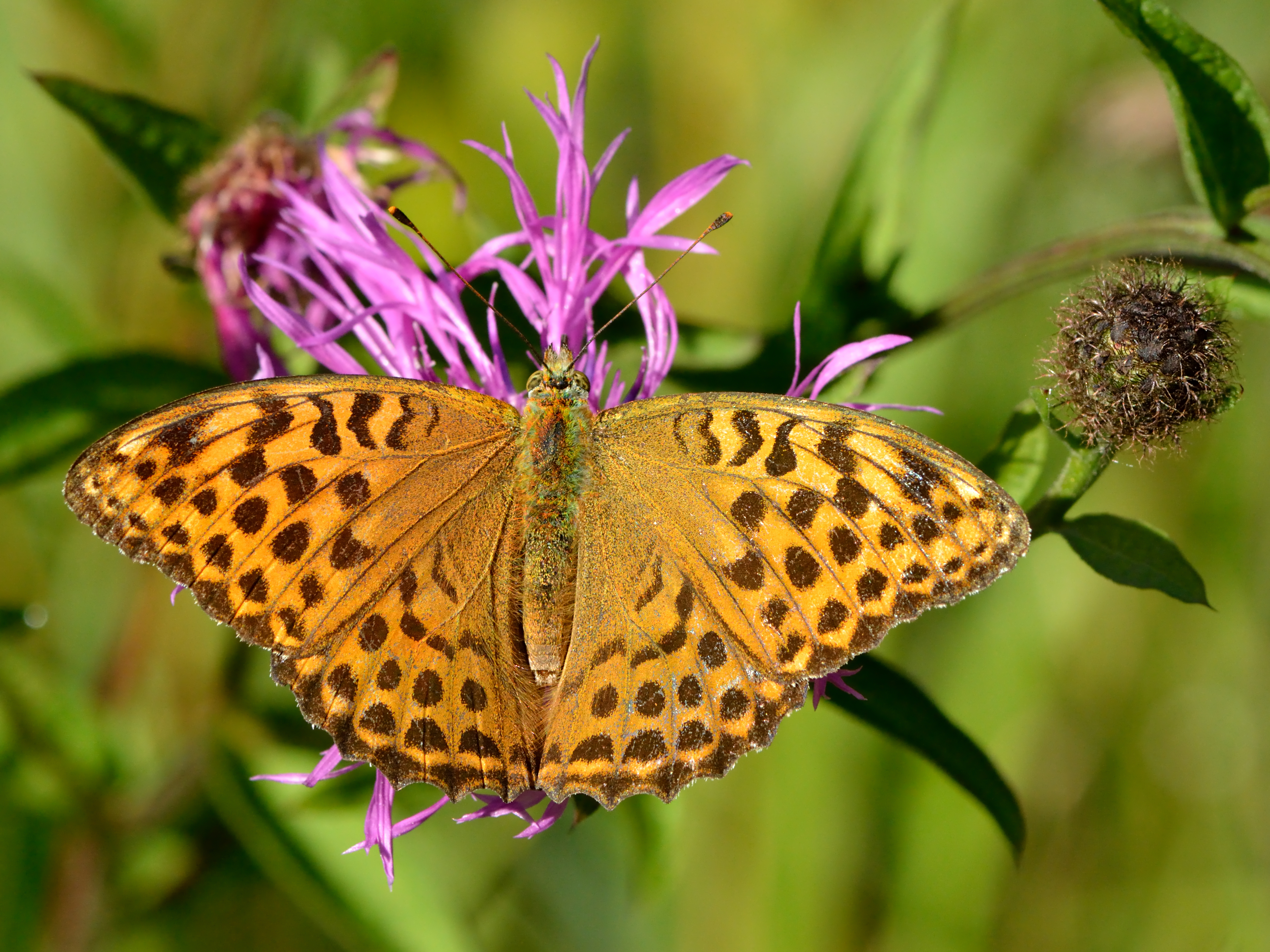
Vrouwtje
- Video

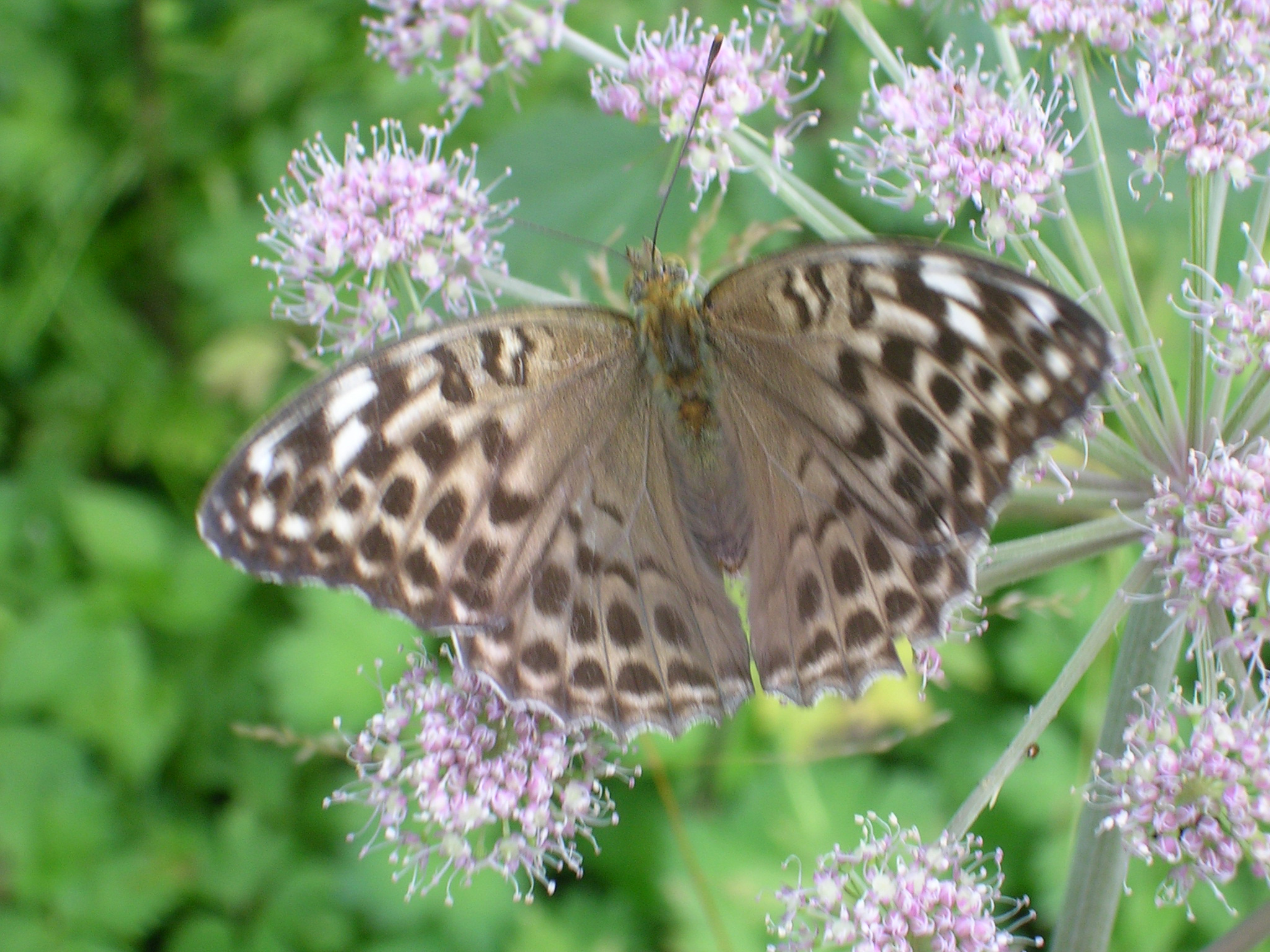
Argynnis paphia f. valezina
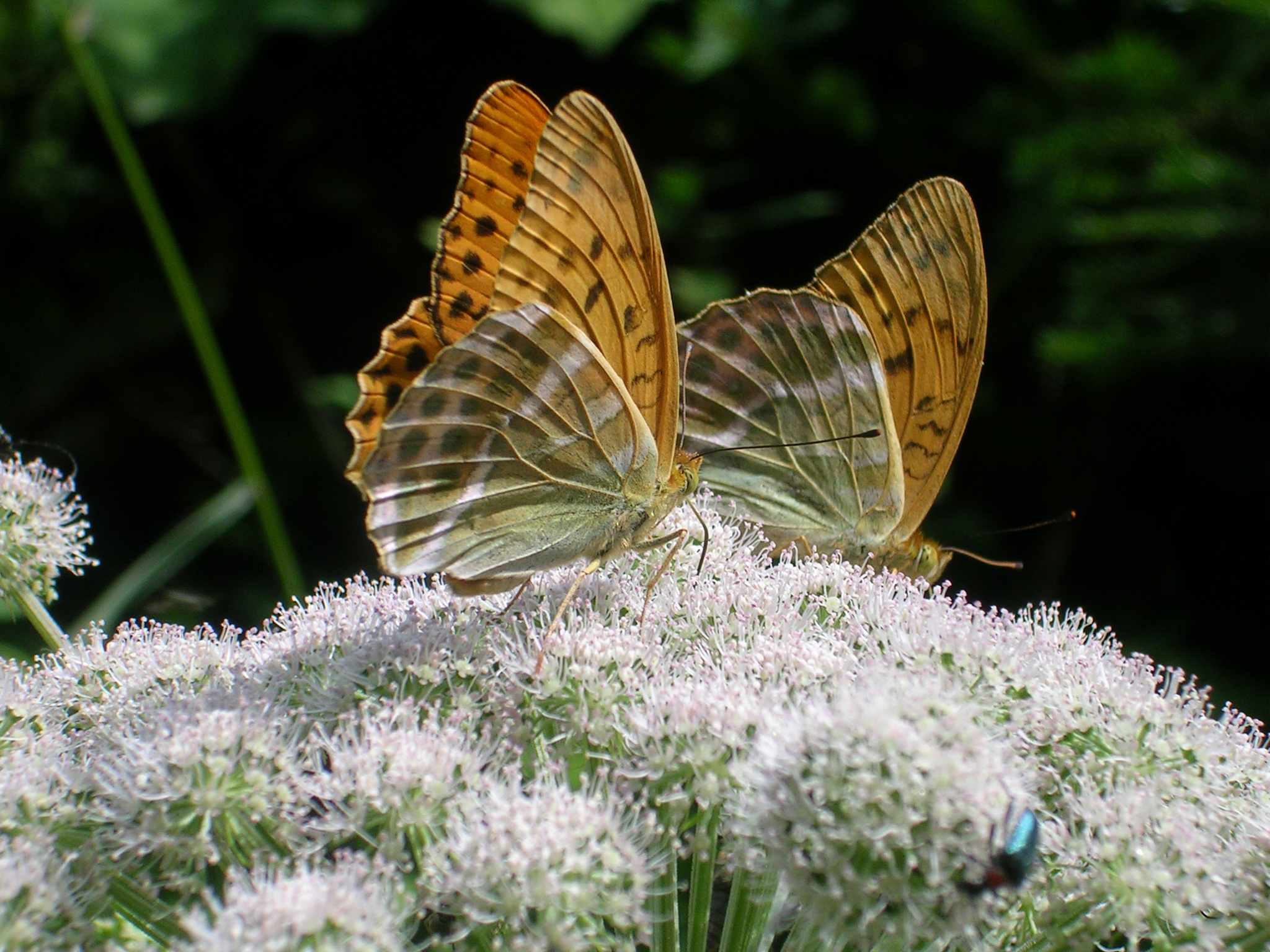
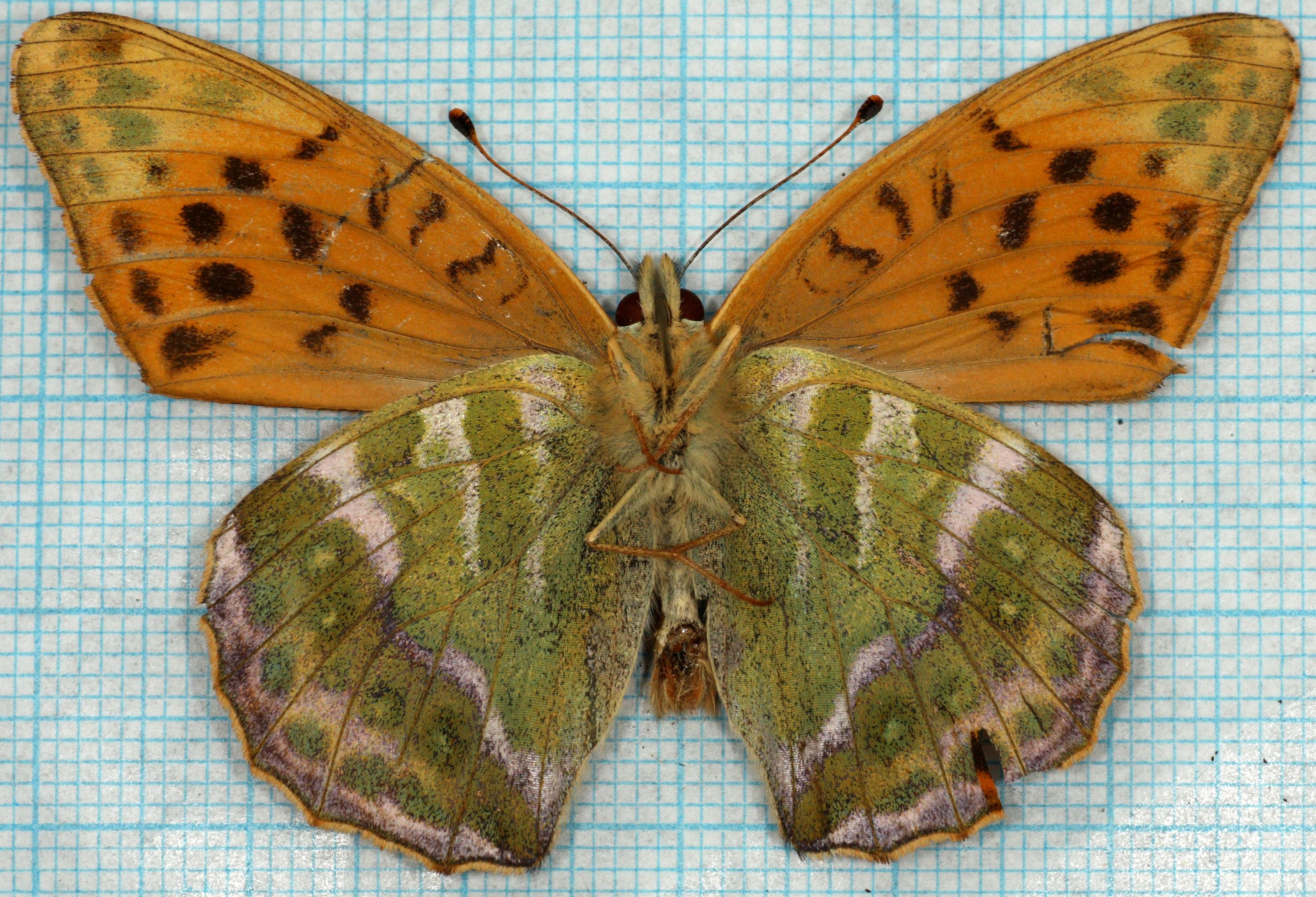